# 相部博子
相部 博子（あいべ ひろこ）は、日本の実業家。株式会社ビーフォーシー代表取締役。研修講師、人材育成コンサルタント。東京都出身。

## 人物
鷗友学園女子高等学校,　NewZealand　Rangi Ruru School留学,早稲田大学人間科学部卒。
日本航空、客室乗務員国際線に勤務。外国人向け日本語教師やクリーナーの輸入代理店経営、アメリカ式禁煙ラボの経営およびカウンセラーなど
様々な業種を経験し、1989年（平成元年）株式会社ビーフォーシーを設立。年間約150件の講演・研修を実施。
子にエンジニアのすすたわり。

## 著書
- 東京新聞、中日新聞毎火曜日夕刊『オフィスマナーを学ぶ』連載（平成4年2月〜平成5年4月）
- 『お母さんのスピーチ・手紙・電話』監修  徳間書店
- 『好感度アップ ビジネスマナー基本の基本』　監修 池田書店(H14.2月)
- 『見てわかる　基本のビジネスマナー』　監修　西東社(H16.4月)
- 『デキる社会人になる基本のビジネスマナー』　監修　西東紗（H26.4月）
- 月間「ナースビーンズ」「スマートナース」　メディカ出版
- alfresa NEW(アルフレッサニュース)　 デンドライトジャパン
- JAHMC［月刊］ジャーマック　日本医業経営コンサルタント協会
- 『新人ナースの話し方・聞き方・マナーブック』相部博子著　メディカ出版
- 他、企業機関誌、法務省職員向け月刊誌、医療情報誌など多数あり

## サテライト放送
- ホスピタルフォーラム　衛星遠隔研修実践講座「看護師に求められる接遇講座」（H15.12）

## VTR
- 医療安全管理研修シリーズ「患者・家族とのトラブル回避コミュニケーション」メディカ出版

## Web掲載
- YAHOO　社会人の為の転職情報にて『ビジネスマナーの基礎・中級・上級編』掲載（H16年3月末）
- 女性の為のネットhttp://www.esampo.com/ にて　『あなたのビジネスマナーは大丈夫？』職場の悩み相談“悩んだら相部さんに相談 しよう” 』